# Stephen Mayaka
Stephen Mayaka (26 novembre 1972) è un ex mezzofondista keniota.

## Biografia
Ha partecipato a tre edizioni consecutive delle Universiadi, vincendovi complessivamente due medaglie d'argento.

## Palmarès
| Anno | Manifestazione | Sede    | Evento         | Risultato | Prestazione | Note |
| ---- | -------------- | ------- | -------------- | --------- | ----------- | ---- |
| 1993 | Universiadi    | Buffalo | 10000 m piani  | 4º        | 28'18"29    |      |
| 1995 | Universiadi    | Fukuoka | 10000 m piani  | Argento   | 28'55"02    |      |
| 1997 | Universiadi    | Sicilia | 10000 m piani  | 9º        | 28'55"76    |      |
| 1997 | Universiadi    | Sicilia | Mezza maratona | Argento   | 1h03'51"    |      |

## Altre competizioni internazionali[1]
1993
- 7º al Chiba International Crosscountry ( Chiba) - 36'33"

1994
- 4º al Fukuoka International Crosscountry ( Fukuoka) - 30'05"
- 8º al Chiba International Crosscountry ( Chiba)

1995
- 5º alla Mezza maratona di Tokyo ( Tokyo) - 1h01'15"
- Argento al Chiba International Crosscountry ( Chiba) - 35'35"

1996
- Argento al Fukuoka International Crosscountry ( Fukuoka) - 29'44"
- 18º al Chiba International Crosscountry ( Chiba) - 38'57"

1997
- 4º al Fukuoka International Crosscountry ( Fukuoka) - 28'56"
- 17º al Chiba International Crosscountry ( Chiba) - 37'23"

2000
- 15º alla Mezza maratona di Tokyo ( Tokyo) - 1h03'31"

2001
- 105º alla Maratona del lago Biwa ( Ōtsu) - 2h36'17"

2005
- 31º alla Maratona del lago Biwa ( Ōtsu) - 2h19'11"